# イオン大野城ショッピングセンター
イオン大野城ショッピングセンター（イオンおおのじょうショッピングセンター）は、福岡県大野城市に所在する、イオングループの企業であるイオン九州が運営する商業施設（ショッピングセンター）である。

## 概要
1977年9月23日にニチイ大野城店（当時はニチイ大野城ショッピングデパート）として開業。この当時は4階建てで、屋上（4階）にアトラクションやアーケードゲーム機などを設置したプレイランドがあった。別館には1000台収容の駐車場ビル（現在とは別位置）も存在した。1996年にニチイがマイカルに名称変更された際に、老朽化もあり店舗の一部閉店を実施し、1998年11月14日にサティとしてリニューアルオープンした。リニューアルに伴う工事は西松建設が施工を担当している。
改装の際にシネマコンプレックスのワーナー・マイカル・シネマズ大野城が4階に併設された。なお、2013年7月1日にイオンシネマ大野城に名称変更している。
2011年3月1日にイオングループの総合スーパーブランドの統合の影響で当店の核テナントはイオン大野城店、専門店を含めた名称はイオン大野城ショッピングセンターとなった。同月25日には直営売場のリニューアルを行い、同年4月23日には専門店街の入れ替えや直営の医薬品売場（調剤薬局併設）、生体も扱うペットコーナーの新設（イオン九州直営の総合スーパーでは初導入）を行いグランドリニューアルされた。
西日本鉄道の特急停車駅である春日原駅から徒歩5分以内（300m程度）で行ける距離であり、JR春日駅とも10分圏内で行けるため交通の便も良く、春日市内ではないものの、春日市を代表するショッピングセンターであり、1997年3月20日に開業した競合店であるザ・モール春日(現アクロスモール春日)に総床面積で差をつけられているものの、交通の圧倒的な利便性で優位に立っている状況である。また、敷地内に西鉄バスが乗り入れ、ベッドタウン向けの便が発着している。

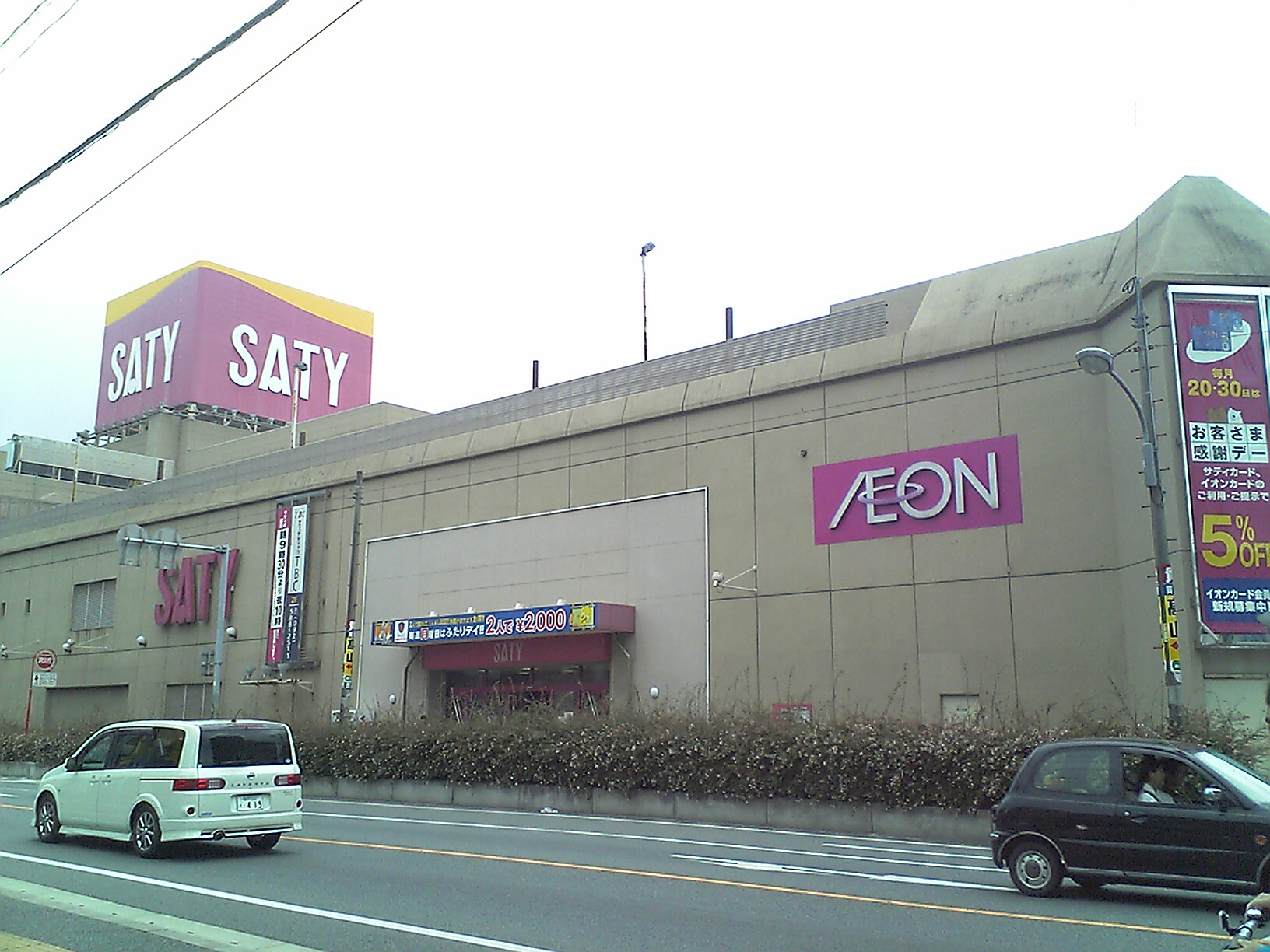
大野城サティ時代
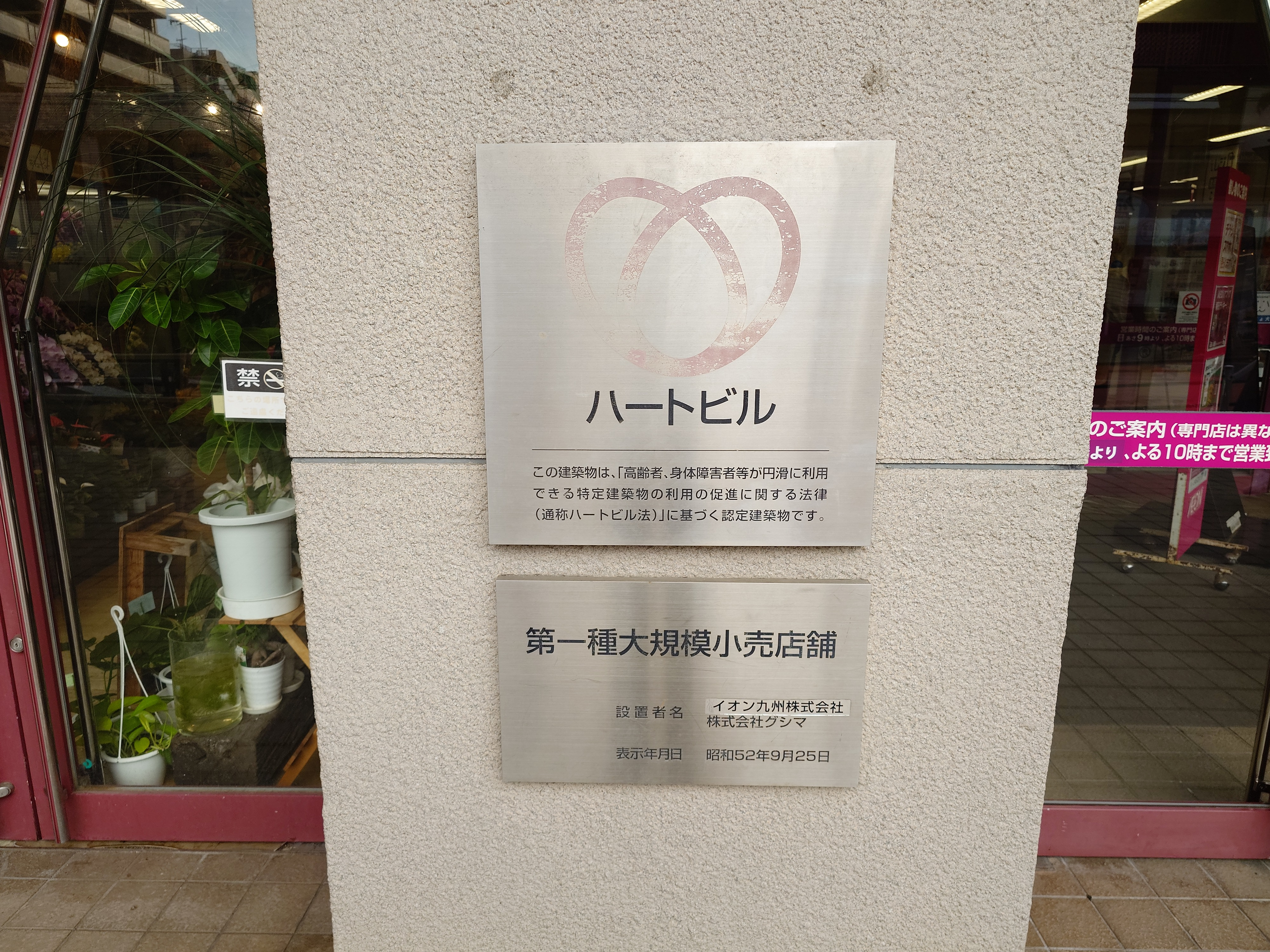
大規模小売店舗の名標
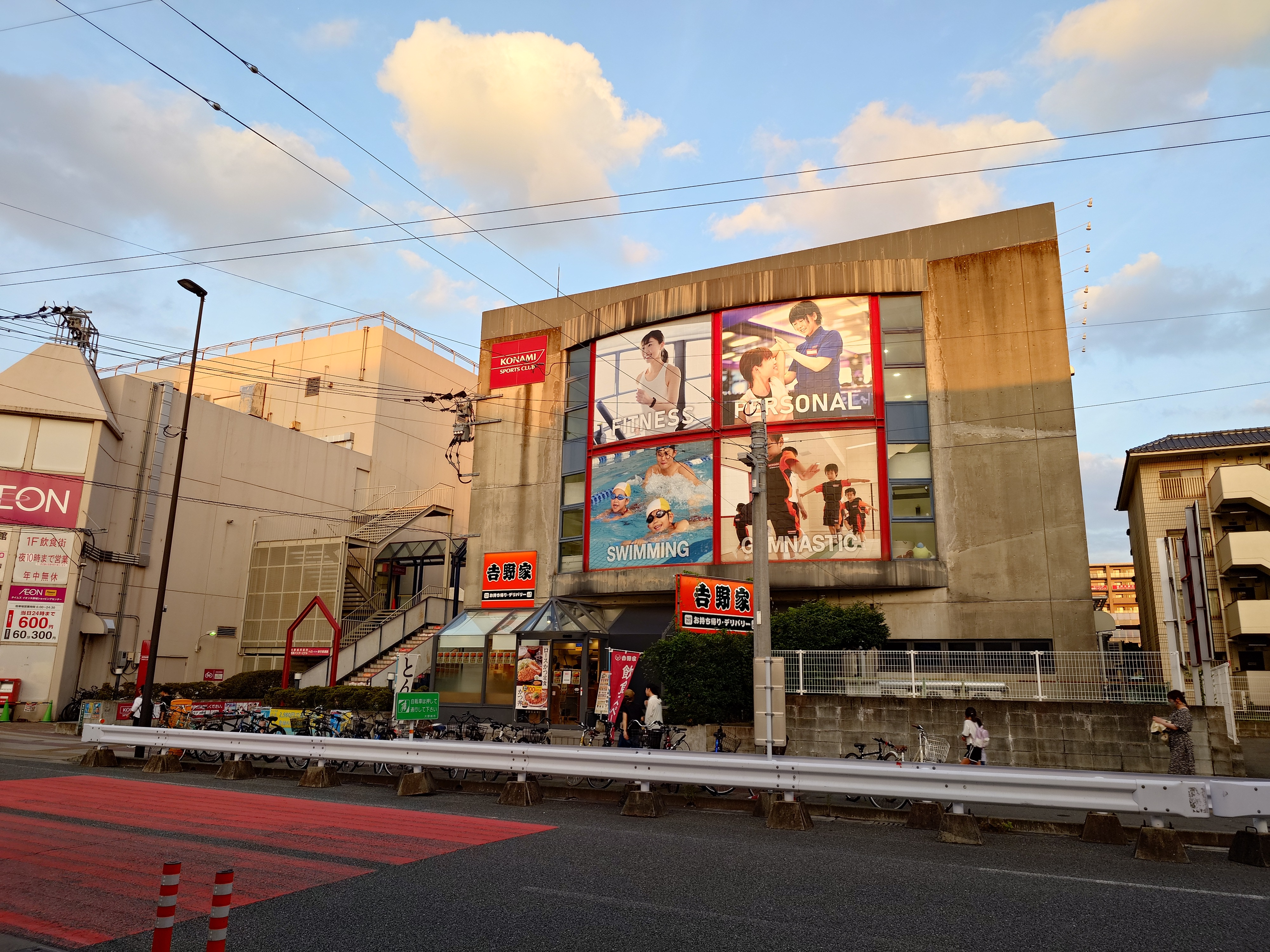
コナミスポーツクラブ大野城

## フロア構成
- 店舗構成:地上4階建て、隣接地に立体駐車場。
  - 1階：食料品・日用消耗品、くすり、保険調剤薬局、化粧品、ペットショップ、自転車（イオンサイクルショップ）、レストラン街等
  - 2階：衣料品、眼科、歯科、整骨院・整体院、エステティックサロン（エステティックTBC）、フィットネスクラブ（カーブス）等
  - 3階：子供服、玩具、文具、生活用品、書店（未来屋書店）、携帯電話、モーリーファンタジー等
  - 4階：イオンシネマ大野城[注 3]（8スクリーン1,661席収容）

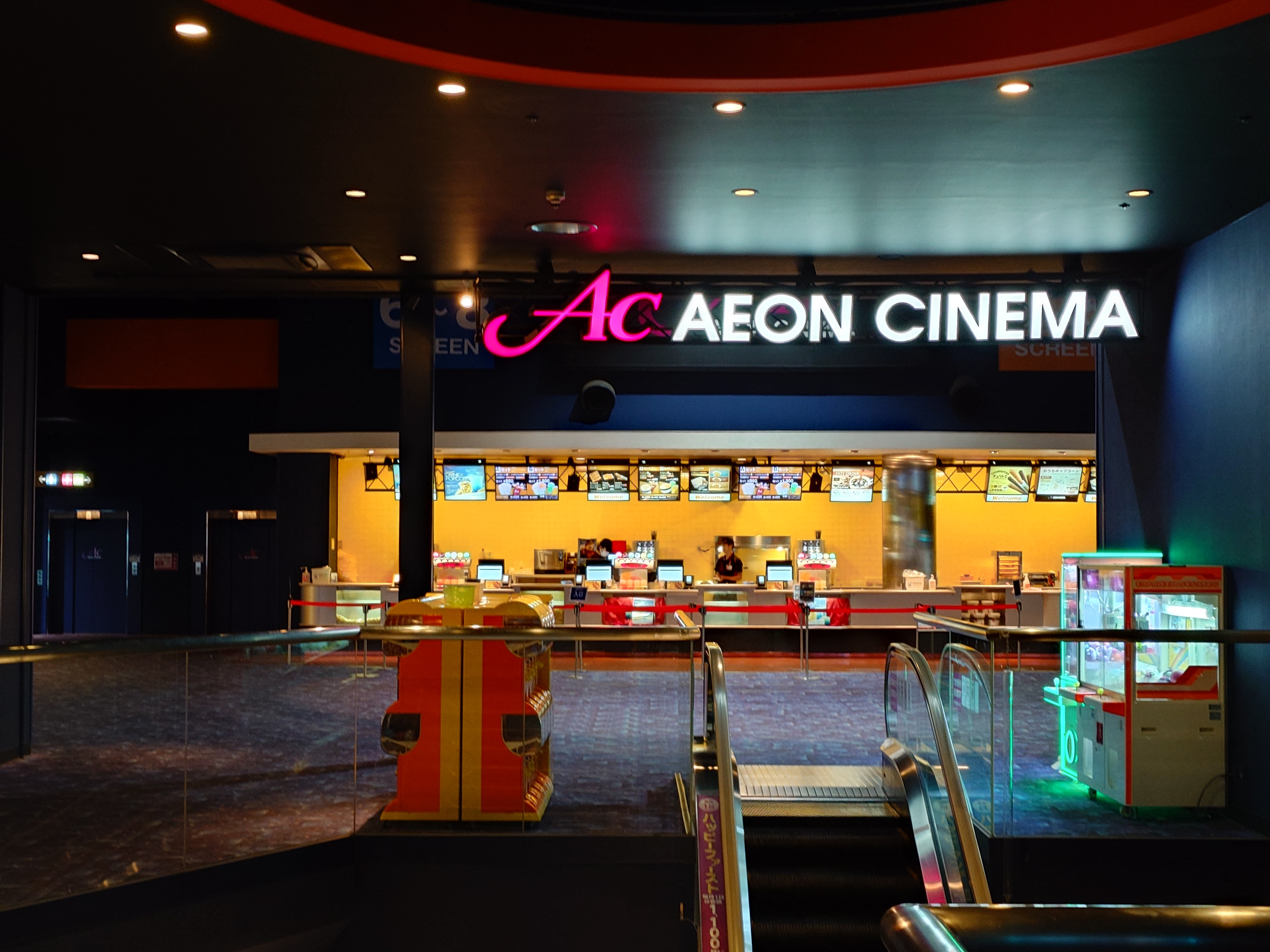

※コナミスポーツクラブ大野城併設（2階に連絡通路あり）。

## テナント
出店全店舗一覧は公式サイト「ショップリスト」を参照。

## 最寄りの交通機関
- 西日本鉄道天神大牟田線春日原駅
- JR九州鹿児島本線春日駅
- 西鉄バス「イオン大野城」バス停
  - ■ 41（竹下営業所運行）
  - 博多バスターミナル - 東光町 - 比恵 - 半道橋 - 東那珂 - 板付 - 新屋 - 麦野 - 山田 - イオン大野城
  - ■ 21（月の浦営業所運行）
  - イオン大野城 - 大野城市役所 - 白木原四丁目 - 下大利駅 - 上大利 - 小水城 - 南ヶ丘四角 - 南ヶ丘五丁目 - 牛頸 - 平野ハイツ - 月の浦県営住宅前 - 月の浦営業所
- 大野城市コミュニティバス「まどか号」 - 仲畑、乙金、東部ルート「イオン大野城」バス停
- 福岡高速2号線水城出入口または太宰府インターチェンジより約5分。

## その他
- ニチイ時代には、3階のゲームコーナーに100円で10分間任天堂NINTENDO 64（スーパーマリオ64）や、スーパーファミコン（スーパードンキーコング3）をプレイできるスペースがあった。
- 長らく駅を出て商店街を通過するルートが一般的であったが、2008年に直通の道路が整備され、利便性が向上した。
- サティ改装後も3階屋外にプレイランドがあったが、2008年頃廃止された。